# Wojciech Przemyślida
Wojciech Przemyślida (ur. 1145, zm. 8 kwietnia 1200) – arcybiskup salzburski w latach 1168–1177 i 1183-1200 z dynastii Przemyślidów.
Trzeci syn króla Czech Władysława II i Gertrudy z Babenbergów.
W młodości wychowywał się w klasztorze na Strahowie i wstąpił do zakonu norbertanów. Został prepozytem w Mělníku, a w 1168 r. arcybiskupem Salzburga. W czasie konfliktu między papieżem Aleksandrem III a cesarzem Fryderykiem I Barbarossą opowiedział się po stronie tego pierwszego. W 1177 r. na żądanie cesarza zrezygnował z arcybiskupstwa salzburskiego, wrócił do Czech i ponownie został prepozytem w Mělníku. Papież mianował go swoim legatem. W 1183 r. ponownie objął urząd arcybiskupa Salzburga.